# Fysica (Aristoteles)
In zijn Fysica bestudeert Aristoteles op theoretische wijze de levende natuur. Het werk bestaat uit acht boeken, die niet alle uit dezelfde periode van Aristoteles' activiteit stammen, maar die samen zijn uitgegeven onder de titel Voordracht over de Natuur, waarschijnlijk door Andronicus van Rhodos. De eerste paragraaf van het eerste boek is door Martin Heidegger als de klassieke inleiding tot de filosofie bestempeld.

## Onderwerp van de Fysica
Het onderwerp wordt gevormd door de studie van alles wat leeft, en de veranderingen die hierbij plaatsvinden. Of, in een andere formulering: deze wetenschap bestudeert de natuurlijke lichamen die in zichzelf een beginsel van beweging en stilstand hebben, en datgene waaruit zij zijn opgebouwd.
In de loop van zijn bespiegelingen komen begrippen en verschijnselen aan de orde als: ontstaan en vergaan, beweging, continuïteit, tijd, plaats, leegte (die volgens Aristoteles niet bestaat), oorzaken van verandering, toeval, teleologie en de eerste onbewogen beweger.
De fysica (natuurkunde) behoort zowel de vorm als de materie te bestuderen. Dit zijn immers relativa (dat wil zeggen ze komen nooit gescheiden voor in de natuur). Aristoteles lijkt van mening, dat de presocratische natuurfilosofen eigenlijk alleen de materie bestudeerden. Hun mechanistische wereldopvatting veronachtzaamde het doel waarmee alles tot stand komt, ze keken niet naar het geheel, maar naar de onderdelen waaruit het geheel samengesteld, gevormd, wordt. Dit geheel is de structuur, de vorm, die tegelijk ook vaak de doeloorzaak is, datgene waarnaar de natuur streeft.

## Plaats van de Fysica
Aristoteles deelt de wetenschappen in drie soorten in: de praktische (bv. de ethiek), de voortbrengende (bv. de architectuur), en de theoretische. De fysica behoort tot de laatste, hoogste, soort, waarbij het alleen gaat om het verwerven van inzicht en kennis, zonder praktische bijbedoelingen. Als zodanig is de fysica deel van de filosofie. Als theoretische wetenschap bestudeert de fysica het algemene geval, de soort, niet de verschillen tussen individuele voorkomens. Van deze laatste is geen wetenschap mogelijk. Aristoteles' Fysica verschilt dan ook sterk van zijn biologische werken.

## Beweging
Het begrip beweging (Gr. kinèsis) speelt een centrale rol in de Fysica omdat Aristoteles hieronder ook alle verandering, vergaan en ontstaan verstaat. Een andere theoretische wetenschap, de wiskunde bijvoorbeeld, bestudeert haar onderwerpen: even/oneven, gelijkzijdigheid, rechte lijn, cirkel, etc., juist zonder de beweging erbij te betrekken. Maar bij het bestuderen van levende wezens kan men niet om het begrip beweging (verandering) heen. Dat Aristoteles de wiskunde expliciet zo onderscheidt van de natuurkunde zou zijn oorsprong kunnen vinden in het feit dat Plato in zijn Timaeus een wiskundige grondslag had ontworpen voor zijn natuurfilosofie.
Het feit dat verandering/beweging bestaat is ook te zien als een axioma binnen Aristoteles' fysica. Wie het fenomeen verandering ontkent, zoals Parmenides, ontkent ook de mogelijkheid van iedere fysica.
Er is altijd beweging geweest en er zal altijd beweging zijn volgens Aristoteles. Beweging wordt door hem gezien als een continu proces, een overgang van iets wat potentieel aanwezig was naar het verwerkelijken ervan (zie hiervoor verder het artikel over Aristoteles' Metafysica). Verandering geschiedt altijd met betrekking tot plaats, hoeveelheid, of secundaire kwaliteiten. (Als primaire kwaliteiten veranderen dan spreken we niet van verandering, maar van ontstaan en vergaan: als een driehoek er een zijde bij krijgt vergaat de driehoek en ontstaat een rechthoek.)

### Verandering
Verandering vindt volgens Aristoteles altijd plaats tussen twee tegengestelden, twee tegendelen, of tussen een tegendeel en iets wat halfweg tussen twee tegendelen ligt. Bv. een deur was open en is nu dicht; een kamer wordt van koud heet, of zwart haar wordt grijs. Maar men zal nooit zeggen dat een kamer van koud driehoekig wordt, want koud en driehoekig zijn geen tegendelen of tegengestelden.

### Ontstaan en Vergaan
Datgene wat men ontstaan en vergaan noemt is ook een verandering, beweging. Verschil hierbij is, dat de definitie verandert, omdat de vorm verandert, en daarmee de naamgeving. Wanneer er een blok brons is, dat vormgegeven wordt, spreken we na de vormgeving van (bv.) een standbeeld, en niet langer van een blok brons. Het enige verschil tussen het blok brons en het standbeeld is dat er aan het brons vorm gegeven is. Daarmee is het standbeeld ontstaan. Wanneer het standbeeld neergehaald wordt en aan gruzelementen wordt geslagen, vergaat het, doordat het zijn vorm verliest.

## Oneindigheid
Aristoteles maakt een onderscheid tussen twee soorten oneindigheid: oneindig voor wat betreft optelling en deling. Getallen en tijd zijn oneindig v.w.b. optelling (men kan er altijd iets bij blijven optellen). Ruimte en tijd zijn oneindig v.w.b. deling (men kan altijd door blijven delen; als dat niet zo was, dan zou men op een gegeven moment stuiten op een grootte die opgedeeld wordt in iets wat geen grootte meer is.) Ruimte heeft dus geen minimum. Hiermee gaat Aristoteles in tegen de Atomisten. Maar ruimte heeft wel een maximum: er bestaat niet iets werkelijk bestaands dat oneindig groot is, dit bestaat hoogstens potentieel. Getallen zijn voor Aristoteles discrete eenheden, die niet oneindig kunnen worden opgedeeld, maar we kunnen wel altijd door blijven tellen.

## Tijd
In boek IV, 10-14, bespreekt Aristoteles de tijd. Dit is volgens Aristoteles niet iets wat op zich bestaat, maar een begeleidingsverschijnsel van beweging: het is het (voor mensen) meetbare aspect ervan. Verder geldt dat iets als noodzakelijke waarheden niet in de tijd zijn. Dingen die altijd zijn, zijn niet in de tijd, omdat tijd altijd groter moet zijn dan hetgeen ze bevat, en voor eeuwige waarheden zou er dus een tijd moeten bestaan die groter is dan eeuwig.

## Eerste onbewogen beweger
Aan de rand van ons universum zit de zogeheten eerste onbewogen beweger, een constructie van Aristoteles om de oorsprong van alle beweging te verklaren. Hiermee gaat hij in tegen Plato voor wie de (Wereld-)ziel de bron van beweging was. Deze onbewogen beweger geeft zijn beweging door, de snelste beweging die bestaat, en die afneemt naarmate ze doorgegeven wordt. (We zien bv. dat sterren veel sneller bewegen dan alles wat wij hier op aarde kennen.) Alle andere beweging is afgeleide beweging. Een en ander wordt behandeld in Boek VIII.

## Oorzaken
In boek II heeft Aristoteles het over de vier typen oorzaak die hij onderkent. Zie hiervoor het artikel over Aristoteles' Metafysica. Ingemar Düring merkt op, dat het eigenlijk opvallend is, dat Aristoteles niet als vijfde soort oorzaak iets als noodzaak onderkent, omdat hij in zijn biologische werken sommige processen als noodzakelijk beschouwt (naturnotwendig), en die daarmee geen nadere verklaring behoeven. Van Düring is ook de formulering dat Aristoteles' oorzaken een soort vragenformulier zijn waarmee de wetenschapper de natuur te lijf dient te gaan bij zijn onderzoek.
Dat de processen binnen de natuur doelgericht zijn, en dat er dus een doeloorzaak bestaat, is voor Aristoteles een ervaringsfeit.

## Voetnoten
1. ↑  Der Satz vom Grund, 112: '... das 1. Kapitel des 1. Buches der Physik des Aristoteles. Dieses kurze Kapitel ist die klassische Einführung in die Philosophie. Es macht auch heute noch ganze Bibliotheken philosophischer Literatur überflüssig. Wer dieses Kapitel verstanden hat, kann die ersten Schritte im Denken wagen.'
2. ↑  Aristoteles. Darstellung und interpretation seines Denkens, blz. 236.
3. ↑  Idem, blz. 238.

## Biografie
- Een Engelse vertaling van Aristoteles' Fysica is online beschikbaar.
- Sir W.D. Ross: Aristotle's Physics. A revised text with introduction and commentary. Oxford, 1936.
- Ingemar Düring: Aristoteles. Darstellung und interpretation seines Denkens. Heidelberg, 1966.
- Hans Günther Zekl: Aristoteles' Physik. Vorlesung über die Natur. Griekse tekst met Duitse vertaling. Hamburg, 1987.